# Wuhan Jianghan University Football Club
Maillots
Le Wuhan Jianghan University Football Club (武汉江汉大学足球俱乐部 en chinois), plus couramment abrégé en Wuhan Jianghan University, est un club féminin chinois de football fondé en 2001 et situé dans la ville de Wuhan.
Le club participe à la Super League féminine chinoise et joue à domicile au centre d'entraînement de football de Tazihu.

## Histoire
Le Wuhan Jianghan University FC est fondé en 2001 dans le cadre d'une coopération entre l'Université de Jianghan et l'association de football de Wuhan.
En 2017, l'équipe remporte son premier titre dans la China Women's League One, et atteint la China Women's Super League pour la première fois de son histoire. Lors de la saison 2018 de la Super League féminine de Chine, le club termine à la quatrième place.
Lors de la Coupe du monde féminine de la FIFA de 2019, le club a cinq représentantes dans l'équipe nationale chinoise.
Wuhan remporte le championnat pour la première fois en 2020, un titre symbolique après l'épidémie de covid-19. En 2021, portée par les sœurs Tabitha et Temwa Chawinga, l'équipe remporte un deuxième titre national consécutif.
En 2024-2025, après un cinquième titre de champion de Chine, Wuhan représente le pays lors de la première édition de la Ligue des champions asiatique. Le club se qualifie pour le final four, qu'il dispute à domicile, et remporte la compétition en dominant Melbourne City en finale aux tirs au but (1-1, 5-4).

## Palmarès
| Compétitions nationales | Compétitions continentales                              |
| --- | ------------------------------------------------------- |
| - Championnat de Chine féminin : 5 - Champion en 2020, 2021, 2022, 2023 et 2024. - Championnat de Chine féminin D2 : 1 - Champion en 2017. | - Ligue des champions asiatique : 1 - Champion en 2025. |

## Personnalités

### Anciennes joueuses
- Bia Zaneratto
- Wang Shuang
- Tabitha Chawinga
- Temwa Chawinga
- Desire Oparanozie